# 奈良ホテル
奈良ホテル（ならホテル）は、奈良県奈良市にある、1909年（明治42年）10月に営業開始したホテルである。本館は辰野金吾、片岡安の設計による。

## 概要
春日大社一の鳥居前から天理方面へ向かう国道169号（天理街道）沿いにある、荒池と呼ばれる農業用灌漑池の畔、かつては興福寺の塔頭である大乗院が所在した跡地の小高い丘に建っており、天理街道から本館玄関に至るアプローチ道路南方に旧大乗院庭園が所在する。興福寺、春日大社、奈良公園などの観光地にも近い。
第二次世界大戦前には国営（鉄道院→鉄道省直営）の時代が長く、近畿において国賓・皇族の宿泊する迎賓館に準ずる施設としての役割をになっていた。このため「関西の迎賓館」とも呼ばれる。今日でも著名人が多く宿泊し、皇族の奈良宿泊の際にはこのホテルが利用されることが専らである。
現在本ホテルは株式会社奈良ホテルが経営しており、資本金は4億円。後述する歴史的経緯から、うち西日本旅客鉄道株式会社（JR西日本）が50%、近鉄グループホールディングス株式会社（近鉄GHD）が50%出資していた。インバウンドへの強化を目的に、2018年8月31日付けでJR西日本が近鉄GHDから全株式を取得して完全子会社化した。ただし、JR西日本ホテルズと都ホテルズ&リゾーツの両方に加盟を続けるなど、近鉄グループとの協力関係は続けるとしていたが、2018年11月10日に翌2019年3月31日を以て都ホテル&リゾーツから退会する旨が発表された。

## 設備
宿泊設備としては木造2階建て瓦葺き建築で創業以来の本館と、1984年（昭和59年）に営業を開始した鉄筋コンクリート造4階建ての新館よりなり、小高い丘の上に建つ本館1階とその丘の南側斜面を削って建設された新館の屋上が同一平面となる。
2010年（平成22年）現在の客室数は本館・新館合わせて127で、ツイン・ダブルの洋室を基本とするが、少数ながら和室も用意されている。木造の本館は全室禁煙である。フロントと、メインダイニングルーム「三笠」、ティーラウンジ、バー、そして売店は本館1階に、日本料理「花菊」は新館5階にあり、宴会場は本館フロント周辺に2室、新館に5室用意されている。また、これらに料理を供する厨房は本館と新館とを連結する区画の地下、つまり新館4階と同一平面に設けられている。
ABCテレビの臨時用お天気カメラ（おはよう朝日です等で使用）が設置されている。

## 歴史

### 開業まで
日露戦争後、日本を来訪する外国人観光客が急増した。これに対して日本政府は外国人宿泊施設整備を支援する政策をとり、これを契機として古都である奈良でも都ホテルの創始者である西村仁兵衛（ホテル運営）、奈良市（用地提供）、そして当時奈良を勢力圏としていた関西鉄道（ホテル建設）の思惑が一致して本格的な洋風ホテルの建設計画が立てられた。
ところがその直後に関西鉄道は国有化され、さらに奈良市の意欲も薄れたため、以後の本ホテルは西村仁兵衛、奈良市に代わって奈良県、それに関西鉄道を買収した鉄道院の3者の手によって建設計画が推進された。
当初、東大寺南大門前参道東側の用地が奈良県によって提示されたが、運営に当たる西村はこれを拒否し、彼は1906年（明治39年）7月に高畑町飛鳥山の現在地を独自に選出して坪1円で購入、併せて「奈良ホテル」の商号を登録した。
本館の建築にあたっては鉄道院によって鹿鳴館の建設費のおよそ2倍に当たる35万円という巨費が投じられ、東京駅駅舎を手がけた辰野金吾と片岡安のコンビが設計を、近畿の建築界において指導的立場にあった河合浩蔵が工事監理をそれぞれ担当するという、建築当時の日本を代表する建築家たちによる万全の体制が敷かれた。

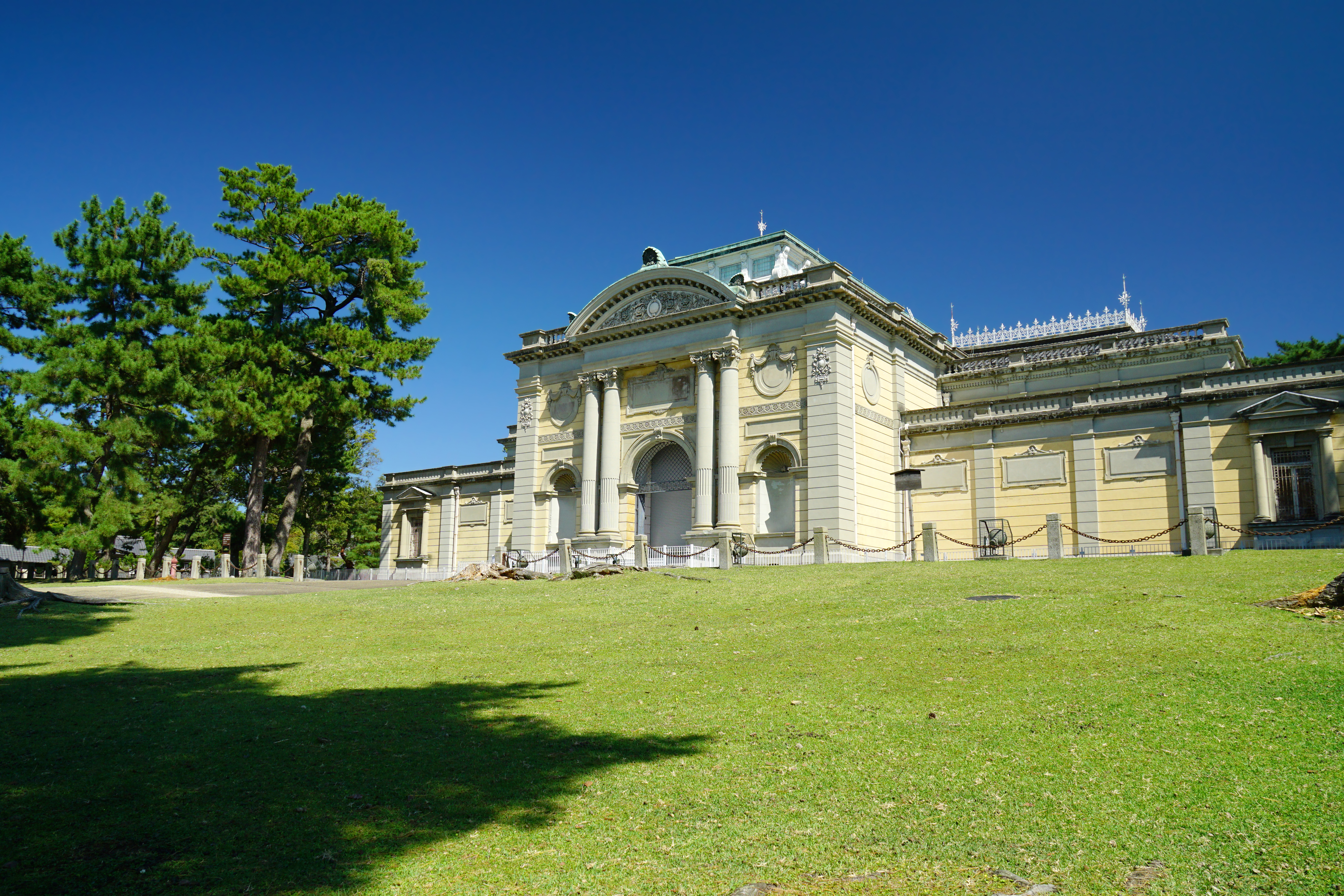
元・奈良国立博物館本館
奈良公園内の旧興福寺・春日大社の子院跡地に突如として建設された純洋風建築。奈良公園の景観にそぐわないとして各界から激しい非難を浴びせられた。

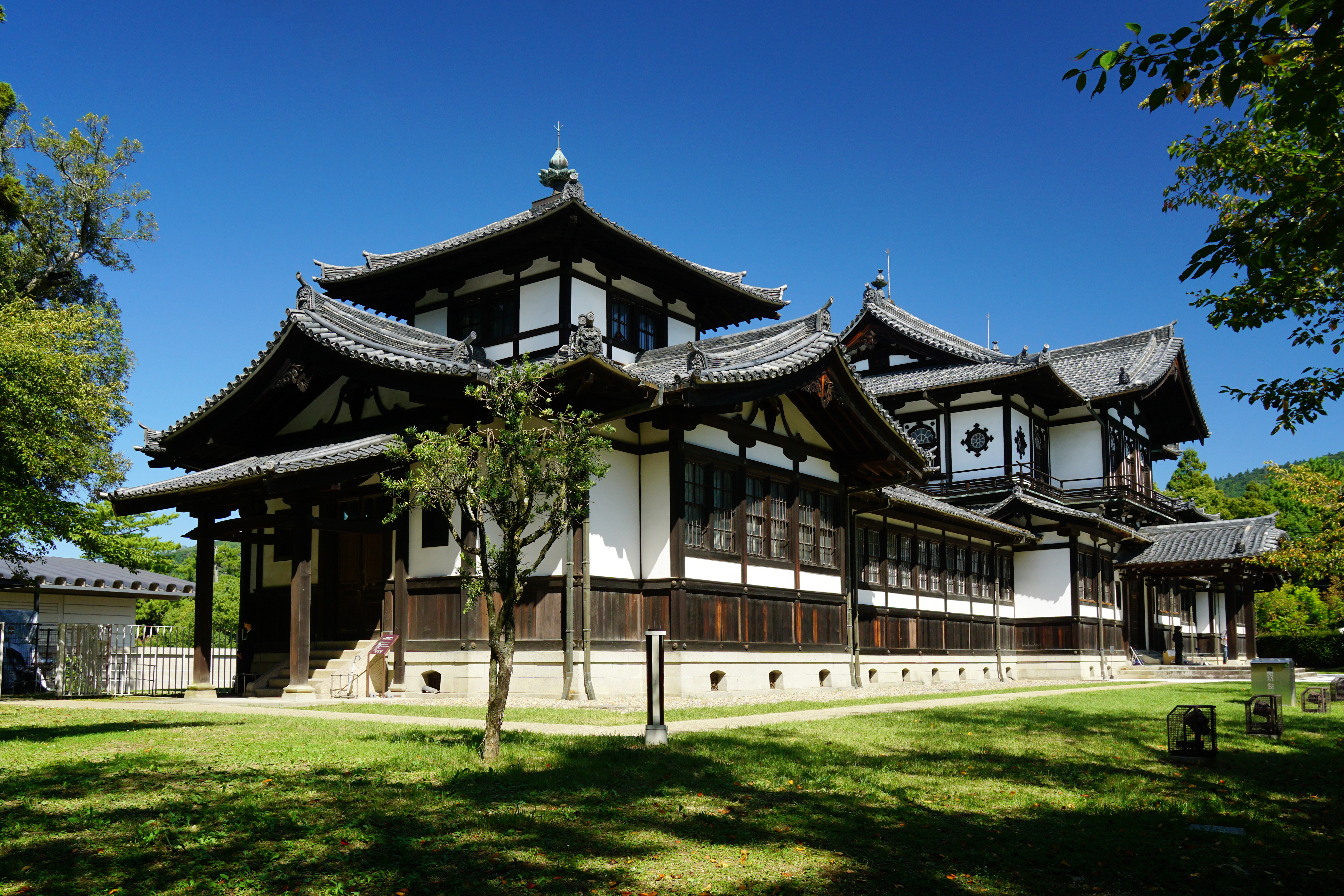
奈良国立博物館仏教美術資料研究センター（旧奈良県物産陳列所）
奈良帝室博物館の不評を受け、奈良ホテル本館に15年先駆けて奈良公園内に建設された和洋折衷様式建築。宇治平等院鳳凰堂をイメージモチーフとしつつ洋風の設計を盛り込まれていた。

本館は寺社の多い奈良の景観に配慮し、屋根上に鴟尾を置き壁面を白い漆喰仕上げとした木造2階建て瓦葺き建築で、内装は桃山風の豪奢・華麗な意匠とドイツ風の重厚な意匠が混在する、和洋折衷様式となっている。和風の外観になったのは本館の設計当時、奈良では宮内省匠寮技師の片山東熊によって設計され、奈良公園内に建設された奈良帝室博物館（現・奈良国立博物館本館：1894年完成）の純洋風建築が「奈良公園の景観にそぐわない」として当時の奈良県民に大不評だったためという。こうした市民の声に応えて宇治平等院鳳凰堂をモチーフとして取り入れた奈良県物産陳列所（現・奈良国立博物館仏教美術資料研究センター）をはじめ風景と調和しつつ新時代に対応する和洋折衷構造建築の模索が続けられていた。
以上のような紆余曲折を経て1909年10月に現在地に本館が竣工、西村が経営する大日本ホテル株式会社によって営業が開始された。

### 開業後
1909年（明治42年）10月17日の営業開始以来、大日本ホテル株式会社によって運営が続けられた本ホテルであるが、経営難から1913年（大正2年）5月に同社は撤退、以後は鉄道院→鉄道省→運輸通信省→運輸省の直営で宿泊客について「高等官以上又は資本金一定額以上の会社の重役」という原則に従って、迎賓館に準じた施設として国の手厚い保護の下で運営されるようになった。
またその経緯ゆえに、鉄道省によって外国からの観光客誘致のためのポスターなどで使用することを目的として制作が依頼された、上村松園、前田青邨、横山大観、川合玉堂、竹内栖鳳ら当時を代表する日本画家による絵画や、やはり鉄道省の依頼で制作された鳥瞰図の名手吉田初三郎による「奈良ホテル鳥瞰図」の原画などが本ホテルに所蔵・展示されている。
1914年（大正3年）には翌年に京都で挙行される大正天皇即位式典に備え、従来の暖炉による暖房に代えてラジエター式のスチームヒーターによるセントラルヒーティングが1年をかけて全館に導入された。これに伴い、本館屋根上に突き出していた煙突が順次撤去された。もっとも、煙突は撤去されたもののロビーをはじめ各所に設けられていた暖炉のマントルピースは室内装飾として残され、これらは現在に至るまで存続している。
1935年（昭和10年）4月に国賓として訪日した満州国皇帝溥儀の宿泊に際しては、高価な調度品や美術品が買い揃えられた。皇族・国賓などの食事の際に供される食器がこの時に新調され、特にディナーセットなどの磁器については当時の最高級品が大倉陶園に特注された。

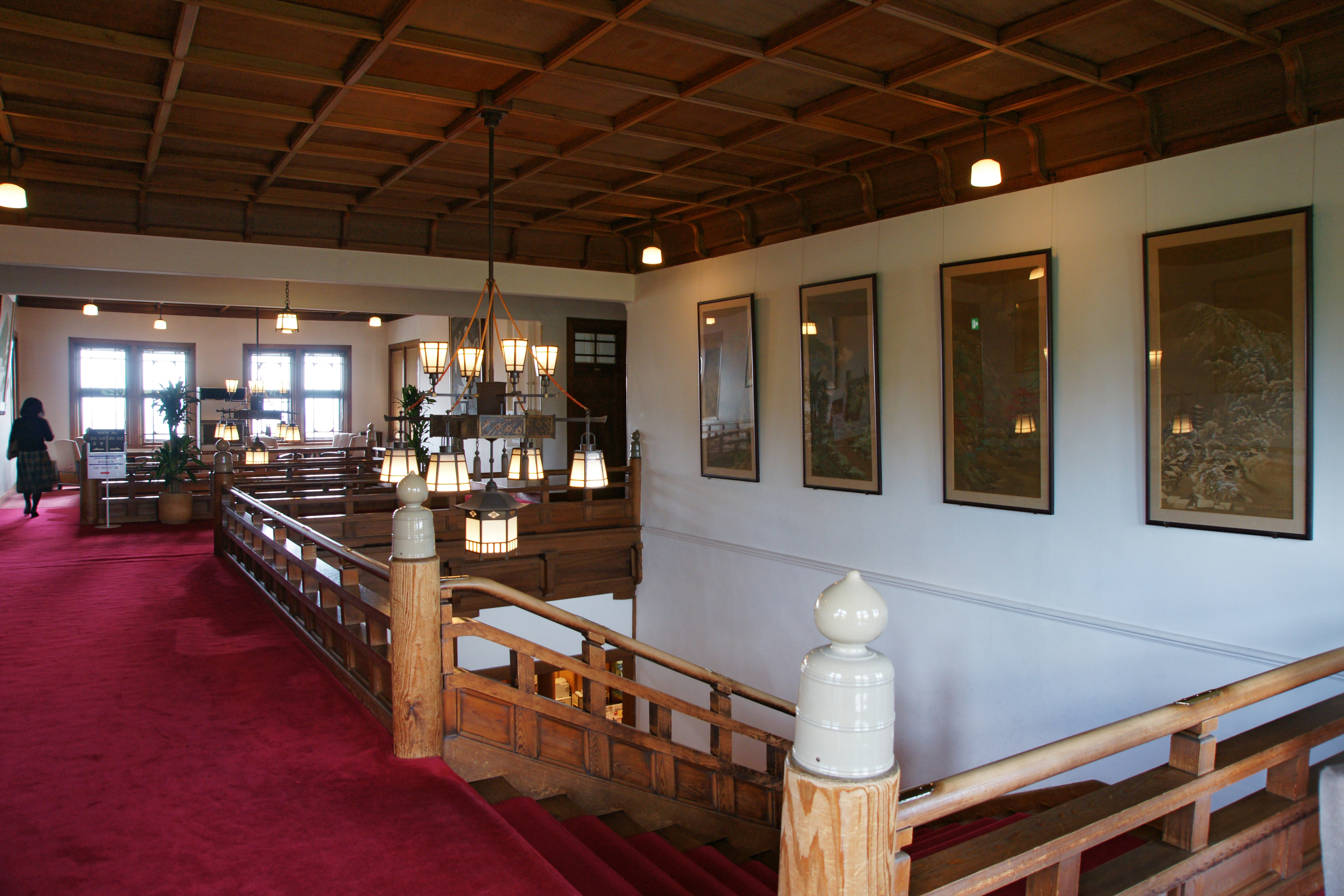
本館2階ホール
中央に赤膚焼の陶製擬宝珠が見える。

1944年（昭和19年）の金属供出の際には、階段の柱頭に装飾として取り付けられていた真鍮製の擬宝珠まで供出された。そこでその代わりに地元名産の赤膚焼で大家であった7代目大塩正人に依頼して製作された陶製の擬宝珠が取り付けられた。この擬宝珠は代用品ながらその個性的かつ趣のある姿ゆえにむしろ好評を博し、以後本ホテルの名物の一つとして定着した。

### 戦後
1945年（昭和20年）の終戦後、同年12月1日に運輸省は本ホテルを日本交通公社に貸し付け、営業も委ねることとしたが、これと前後して同年9月28日、本ホテルはサンフランシスコ講和条約発効後の1952年（昭和27年）6月30日の解除まで連合軍に接収されることとなった。
この際、白木仕上げの内外装が不潔であるとして米兵によって危うく全館ペンキ塗り潰しにされるところであったが、当時の日本側支配人が必死で本ホテルの来歴を米軍担当指揮官に説明して説得し、欄干など直接手が触れる部分を朱塗りとし、従業員スペースの内装をペンキ塗り潰しとすることで由緒ある本館主要部を守った、というエピソードが残された。
連合軍による接収解除後、経営難に苦慮した日本交通公社は1954年（昭和29年）4月、運輸省から権利を承継した日本国有鉄道へ本ホテル営業の返還を申し出た。だが、日本国有鉄道法の規定で本来の業務から外れる事業への参入・兼業を事実上禁止されていた当時の国鉄ではホテル直営は不可能であった。そこへ国鉄の特急・急行列車で列車食堂の営業を行い、また歴史的にも本ホテル創設に強く関わっていた都ホテルが営業を引き受ける旨申し出を行い、1956年（昭和31年）3月以降は同社によって運営されるようになった。
その後、1960年代末までは複数の部屋で共用する形態となっていた風呂・洗面所を個別化するなどの内装の間取りの変更や、冷房装置の設備などの改修はあったものの概ね創建当時の姿を保っていた。だが、この状況は大阪・千里丘陵で1970年に日本万国博覧会が開催されることが公表されたために一変することとなる。

### 万博開催に伴う改修・拡張
海外からの観光客が多数来訪することが予想された日本万国博覧会の開催に備え、本ホテルは1968年（昭和43年）に以下のような大規模な増改築を計画した。
- 客室98、宴会場2、食堂等3、と大きな収容力を備えた新館を本館食堂南側の斜面に建設。
- 個別の風呂・洗面所の設置で不要となった本館の共同風呂・洗面所を改装して客室を22室増設。
- 近鉄奈良駅の地下化に伴い建設される駅ビル6 - 8階に別館を開設。

この時計画された新館の設計は村野藤吾率いる村野・森建築事務所、施工は奥村組の担当であった。

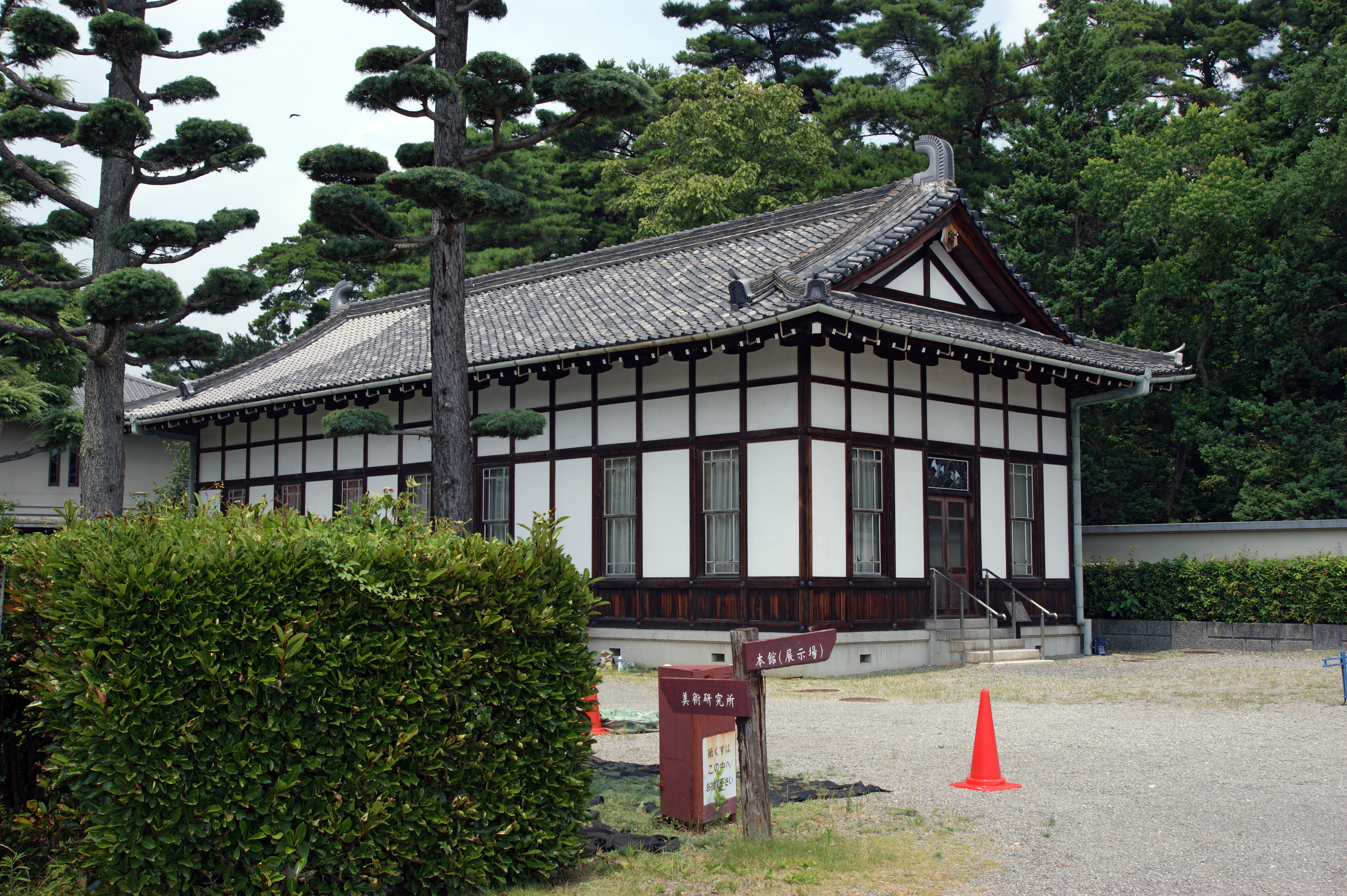
大和文華館 文華ホール（旧奈良ホテルラウンジ）

ところが、肝心の新館は工期の問題から見切り発車で起工したものの、古都保存法の区域内であることから奈良県古都風致審議会に建設を差し止められ建設中止となった。そのため、本館の拡充については館内の間取り変更による客室増設が予定通り実施される一方で、すでに着工していた新館の基礎部を生かして近代的な外観の半地下式グリルが景観に大きな影響の無い規模で新設され、これに伴い不要となったラウンジが撤去されるに留まった。
近鉄奈良駅ビルに開設された別館は、1970年に予定通り営業開始した。

### 新館建設
1970年代末には国鉄の兼業に関する規制が緩和されたことから、安い賃料で他社に営業を委託し続ける状態に甘んじる必要が無くなった国鉄当局は、1981年に都ホテルに対し本ホテルを直営としたい旨を、さらに1982年には土地建物の賃貸借契約を解除したい旨を通告した。都ホテル側はこれに対して使用承認の継続を求め、協議の結果、国鉄と都ホテルが株式を折半保有する新会社、1983年（昭和58年）1月31日に株式会社奈良ホテルが設立され、本ホテルは同年4月1日からは同社によって運営されるようになった。併せて万博以後の状況の変化に対応すべく万博時には断念された新館の建設が再び計画された。この際、1984年（昭和59年）のわかくさ国体を控えて県下の宿泊施設増強を迫られていた奈良県はこの計画に協力的に対応し、最大の難関であった風致審議会においても条件付きながら新館の建設が承認された。1983年8月に総工費24億円を投じた新館の工事が開始され、1984年8月に竣工、開業した。
この新館は本館の建つ高台の南側傾斜面を削り込んで埋め込む形で建設された半地下式の鉄筋コンクリート造り4階建てで、客室数65、4つの宴会場と新グリル「ツェダー」を備え、本館を含めた供食設備の大幅強化を伴う大工事となった。
新館の設計・工事監理は日本国有鉄道大阪工事局建築二課、同東京建築工事局建築二課、それに安井設計事務所が共同で担当し、工事は奥村組が担当した。
新館は1階から3階までの客室についてすべて南側を窓とした開放的なレイアウトとしてあり、制約が厳しい中で各階の天井高さ3mを確保し、かつ景観に配慮した吉野造りとするなど、外観・接客設備面ともに既存の本館との調和を図りつつ独自性を発揮した設計となっている。

### 新館完成後
1987年（昭和62年）4月1日の国鉄分割民営化の際、本ホテルにかかる資産はJR西日本が承継し、株式会社奈良ホテルも同社と都ホテルの共同出資となった。
「なら・シルクロード博覧会」閉幕後までは本館・新館と、別館（近鉄奈良駅ビル内）の3館体制で営業が続けられたが、別館は採算性の問題から、1991年（平成3年）6月に撤退・閉鎖された。それに先立つ1989年（平成元年）4月には新設されたばかりの奈良県新公会堂1階でレストラン「能」の営業を開始している。
本館では、新館完成後も日本万国博覧会開催以前より使用されてきた古風な調度品が修理を重ねつつ長く使用され続けていたが、2006年（平成18年）に寝具や家具、空調設備の全面更新が実施されて面目を一新した。翌2007年（平成19年）には新館の設備更新も完了して本館・新館の基本的な接客設備の仕様統一がなされ、最後に料理場の改装工事が2008年（平成20年）9月に完了、3年に渡った一連の館内設備更新工事が完成した。
開設100周年を迎える2009年（平成21年）には各種記念イベントが館内で行われ、2月にはホテル所蔵の絵画20点を展示する絵画展が開かれた。その一方でこの年の11月には1989年より20年にわたったレストラン「能」の営業を終了、奈良県新公会堂から撤退した。
2015年には新館屋上にテラスガーデンを新設、同時に同一平面にある宴会場を南側屋上に張り出すように拡張する工事を設計監理はアーキテクツ・オフィス、構造・設備はJR西日本グループである大鉄工業の担当で実施、同年11月に落成した。この工事に際しては外観上増築されたことに気づかれないほどの従来の宴会場部とのデザインの連続性や一体感、違和感のなさを重視して内外装が設計された。この拡張により得られたスペースを利用して宴会場「金剛の間」が大改装され、また同年12月には日本料理レストラン「花菊」の新館5階宴会場フロア南側拡張部分への移転が実施された。さらに「花菊」の5階への移転で空いた新館4階のスペースは翌2016年に隣接する宴会場「大和の間」の拡張に役立てられ、ホテル全体の宴会場施設の拡充や供食施設の改良が実現している。
2017年4月中旬から一部客室のリニューアル工事を、5月中旬から木造本館の耐震補強工事を実施する。期間は約3年間を予定している。できるだけ原型を損なわないよう、松野浩一東洋大学教授（建築構造学）考案の新しい耐震補強法「複層斜交重ね板壁」（「さねはぎ」で継いだ小幅板を斜めに重ねた3層の補強壁で揺れに抵抗する）が採用された。

## 宿泊した著名人

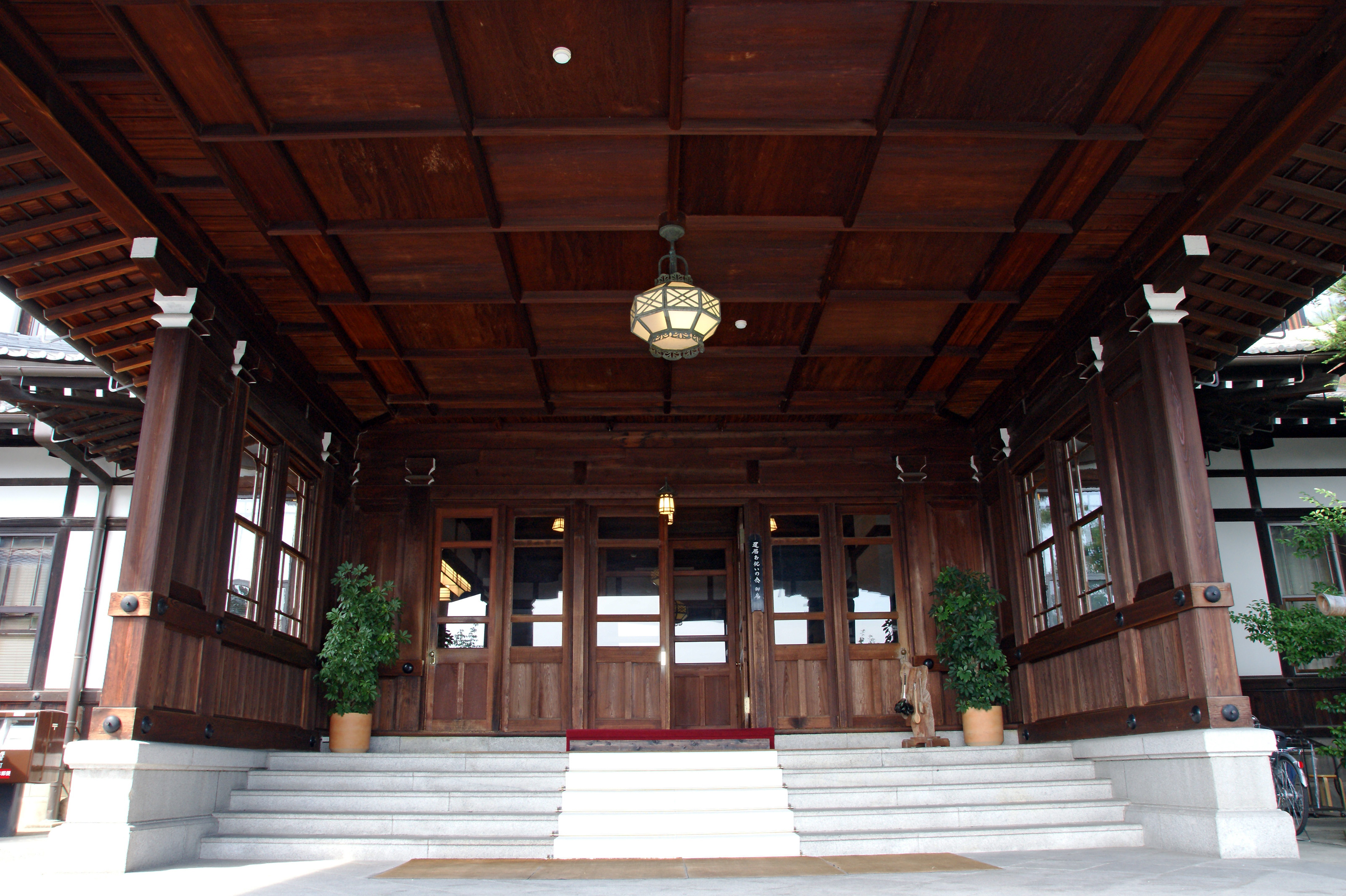
本館の玄関

### 宿泊した海外の著名人
- セルゲイ・プロコフィエフ　1918年（大正7年）5月19日 - 27日　ロシアの作曲家[17]
- バートランド・ラッセル　1921年（大正10年）7月19日　イギリスの数学者[17]
- アルベルト・アインシュタイン　1922年（大正11年）12月17・18日　物理学者[17]
- エドワード8世　1922年（大正11年）　英国王（当時は皇太子）[18]
- グロスター公ヘンリー　1929年（昭和4年）　英国王子[19]
- チャールズ・リンドバーグ　1931年（昭和6年）　アメリカの飛行家
- 愛新覚羅溥儀　1935年（昭和10年）　満州国皇帝[20]
- ヘレン・ケラー　1937年（昭和12年）・1948年（昭和23年）　アメリカの社会福祉事業家[17]
- ホセ・ラウレル　1945年（昭和20年）　元フィリピン大統領　亡命の為に2ヶ月間滞在[21]
- リチャード・ニクソン 1950年 後のアメリカ合衆国大統領[22]
- ジョー・ディマジオ アメリカのプロ野球選手[23]
- マーロン・ブランド　1956年（昭和31年）　アメリカの俳優　MGM映画「八月十五夜の茶屋」撮影の際に宿泊[24]
- グレン・フォード　1956年（昭和31年）　アメリカの俳優　MGM映画「八月十五夜の茶屋」撮影の際に宿泊[24]
- ハイレ・セラシエ1世　1956年（昭和31年）　エチオピア帝国皇帝。戦後初の国賓[25]
- ジャワハルラール・ネルー　1957年（昭和32年）　インド共和国初代首相[25]
- インディラ・ガンディー　1957年（昭和32年）　後のインド共和国首相。父・ネルー首相に随伴して宿泊[25]
- オリヴィエ・メシアン　1962年（昭和37年）　フランスの作曲家
- イヴォンヌ・ロリオ　1962年（昭和37年）　フランスのピアニスト
- カールハインツ・シュトックハウゼン　1966年（昭和41年）3月　ドイツの作曲家
- マーガレット王女　1970年（昭和45年）　英国王女[26]
- 鄧小平　1978年（昭和53年）[26]
- オードリー・ヘプバーン　1983年（昭和58年）3月31日 - 4月2日　女優[27]
- ダライ・ラマ14世　2003年（平成15年）11月　チベットの仏教指導者[27]

### 宿泊した日本の著名人
- 皇室関係者多数
- 乃木希典 1911年（明治44年）10月　軍人　関西で実施された陸軍師団対抗演習での統裁官の任に当たる際に宿泊
- 高浜虚子 1916年（大正5年）11月　国民新聞記者　連載記事『奈良ホテル』取材のため宿泊
- 東条英機　軍人[20]
- 宇垣一成　軍人[20]
- 荒木貞夫　軍人[20]
- 堀辰雄 1941年（昭和16年）10月　小説家　約20日間滞在
- 佐藤栄作 日本国首相。鉄道官僚として大阪鉄道局長を務めていた時代に所轄の本ホテルを度々訪れ、政治家に転身後も最晩年まで何度も宿泊した[21]
- 三船敏郎 俳優　1956年（昭和31年）4月 MGM映画「八月十五夜の茶屋」撮影の際に宿泊。[24]
- 京マチ子 俳優　1956年（昭和31年）4月 MGM映画「八月十五夜の茶屋」撮影の際に宿泊。[24]
- 清川虹子 俳優　1956年（昭和31年）4月 MGM映画「八月十五夜の茶屋」撮影の際に宿泊。[24]
- 司馬遼太郎　小説家

## 周辺情報
- 旧大乗院庭園（隣接）
- 奈良公園
- 春日大社
- 興福寺
- 東大寺
- 奈良国立博物館
- 若草山
- 奈良町
- 奈良教育大学